# Igneocnemis atropurpurea
Igneocnemis atropurpurea – gatunek ważki z rodziny pióronogowatych (Platycnemididae). Endemit Filipin, stwierdzony na wyspach Luzon, Marinduque i Palaui.